# Bulairi csata
A bulairi csata 1913. január 26-án zajlott a bolgár – oszmán csapatok közt, az Első Balkán-háború részeként. A csatát a bolgárok nyerték, ezzel hatalmas előnyre tettek szert a törökökkel szemben katonai szempontból, és nyert a tsimpe-i erőd közelében, ahol az oszmán invázió megkezdődött, és szimbolikus bosszú lett az európai oszmán inváziókért.

## Előzmények
A csatát az oszmán sereg indította Edirne város felmentéséért, amelyet 1912-től, a háború kezdete óta blokád alatt tartott a bolgár hadsereg. Az oszmán támadás célja a blokád áttörése volt.

## A csata
Az támadás 1913. január 26-án kezdődött. A sűrü köd miatt a bolgárok csak mintegy 100 lépésre az állásaiktól vették észre a törökök előrenyomulását. Nemsokára a török tüzérség tüzet nyitott, amire bolgár tüzérség viszonozta a tüzet, időközben a 13 gyalogos hadosztály összecsapott az ellenséggel.
8 óra körül a 27. török gyalogos hadtest, amely a Márvány-tenger partján foglalta el állását, is előnyomulásba kezdett. Ezt követően megkezdték a bolgár 22. hadosztály bekerítését. a bolgárok ezt észlelték és azonnal ellentámadásba kezdtek, amely meglepte a törököket és a hadosztály katonái közt kitört a pánik. A bolgár tüzérség most már teljes erőből lőni a kezdte a török vonal legerősebb pontját.  15 óra tájban a bolgár gyalogság megrohanta a törökök jobbszárnyát és rövid, de véres harcok után a törökök megkezdték a visszavonulást. Ezt követően a teljes bolgár sereg a balszányra vetette magát és megsemmisítette.
17 óra tájban a törökök felfrissítették csapataikat és támadást intéztek a bolgár sereg központi része ellen, de visszaverték őket és súlyos veszteségeket szenvedtek.
A bulairi csata hatalmas vereség volt a törökök számára. Ettől a csatától kezdve világossá vált, hogy az oszmánok nem nyerhetik meg a háborút.

## Fordítás
Ez a szócikk részben vagy egészben  a   Battle of Bulair című angol Wikipédia-szócikk fordításán alapul.  Az eredeti cikk szerkesztőit annak laptörténete sorolja fel. Ez a jelzés csupán a megfogalmazás eredetét és a szerzői jogokat jelzi, nem szolgál a cikkben szereplő információk forrásmegjelöléseként.